# Мелисандра
Мелисандра (енгл. Melisandre) је измишљени лик из серије епско-фантастичних романа Песма леда и ватре америчког аутора Џорџа Р. Р. Мартина и њене телевизијске адаптације Игра престола. Она је свештеница бога Р’лора (који се назива и Црвени Бог или Господар светлости) са континента Есос и блиски саветник краља Станиса Баратеона у његовој кампањи да заузме Гвоздени престо. Позната је по надимку „Црвена жена” због боје косе и одеће и има мистериозне моћи над ватром и сенком. Она је истакнути пример Мартинове употребе магије у причи и извор је неколико важних пророчанстава која воде наратив.
Представљена у роману Судар краљева (1998), Мелисандра је дошла у Вестерос да пропагира своју веру у Црвеног Бога. Касније се појавила у романима Олуја мачева (2000) и Плес са змајевима (2011). Мелисандра није лик са тачком гледишта у прва четири романа. Њени поступци се сведоче и тумаче очима других ликова, као што су Давос Сиворт и Џон Снежни. У петом роману Плес са змајевима, она има једно поглавље из своје тачке гледишта. Џорџ Р. Р. Мартин је изјавио да ће се она вратити као лик са тачком гледишта у будућим романима.
У HBO-овој телевизијској адаптацији, Мелисандру је тумачила холандска глумица Карис ван Хаутен која је за своју изведбу била номинована за награду Еми за најбољу гостујућу глумицу у драмској серији.